# Hikari Yoshimoto
Hikari Yoshimotoa (* 14. Januar 1990) ist eine japanische Leichtathletin, die sich auf den Langstreckenlauf spezialisiert hat.

## Sportliche Laufbahn
Erste internationale Erfahrungen sammelte Hikari Yoshimoto im Jahr 2010, als sie bei den Asienspielen in Guangzhou in 32:06,73 min den fünften Platz im 10.000-Meter-Lauf belegte. Im Jahr darauf erreichte sie bei den Weltmeisterschaften in Daegu nach 32:32,22 min Rang 14 und beendete 2012 vorläufig ihre Karriere, ehe sie 2016 wieder zurückkehrte und wurde dann 2019 in 1:12:39 h Dritte beim Sendai-Halbmarathon. Im Jahr darauf wurde sie dann beim Osaka-Halbmarathon in 1:11:13 h Dritte.

## Persönliche Bestleistungen
- 5000 Meter: 15:26,72 min, 18. April 2010 in Kyōto
- 10.000 Meter: 31:30,92 min, 25. April 2010 in Kōbe
- Halbmarathon: 1:11:13 h, 26. Januar 2020 in Osaka